# Dreiblättrige Zeitlose
Die Dreiblättrige Zeitlose (Colchicum triphyllum) ist eine Pflanzenart aus der Gattung der Zeitlosen (Colchicum) in der Familie der Zeitlosengewächse (Colchicaceae).

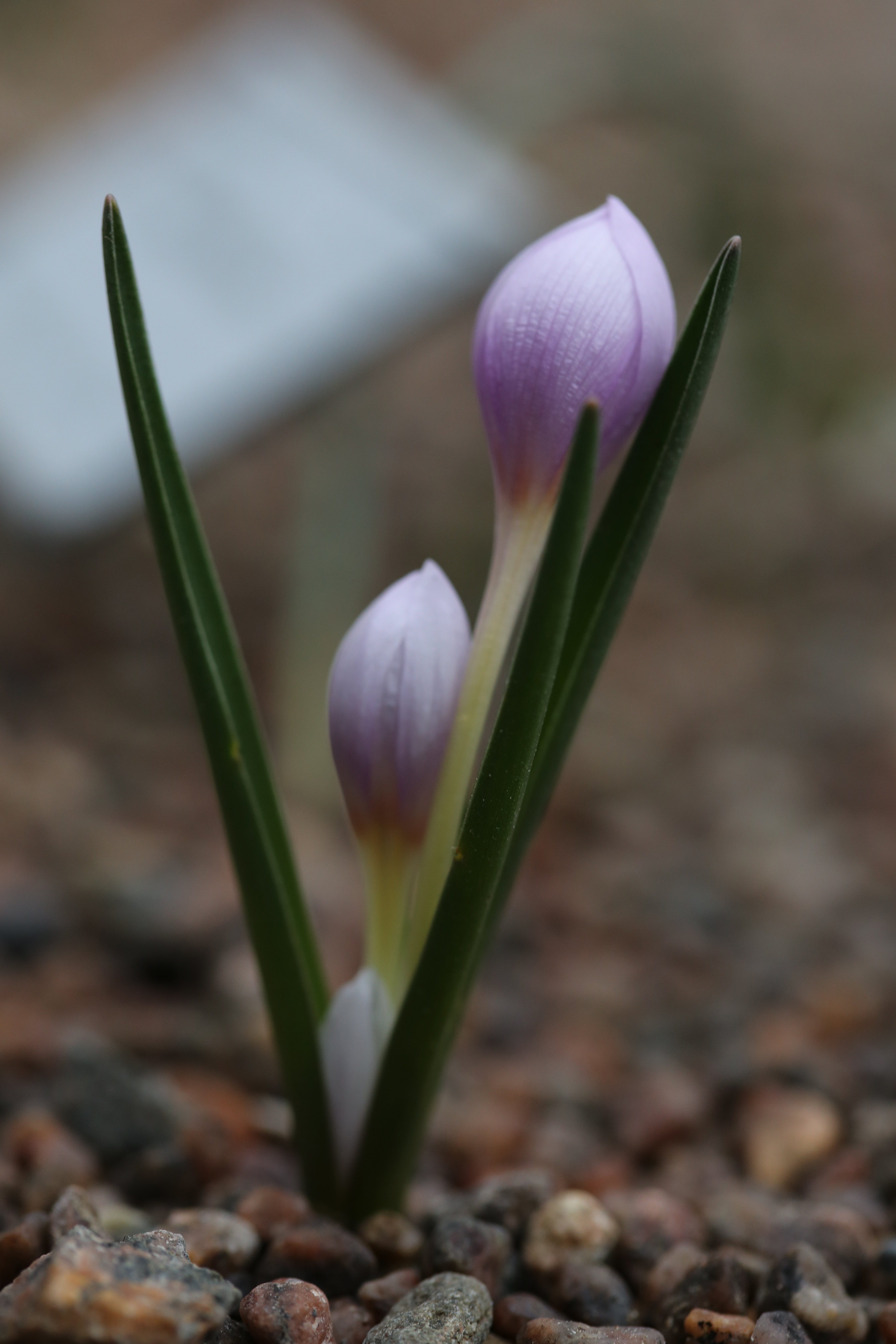
Colchicum triphyllum

## Merkmale
Die Dreiblättrige Zeitlose ist ein ausdauernde Pflanze mit einer unterirdischen Sprossknolle. Die Sprossknolle ist länglich, 1,5 bis 2,5 Zentimeter lang, 1 bis 1,5 Zentimeter breit und von einer kastanienbraunen Tunika umhüllt. Blätter und Blüten erscheinen zur selben Zeit. Es sind meist 3, selten 4 Blätter vorhanden. Sie haben beim Aufblühen eine Länge von 3 bis 4 Zentimeter, voll entwickelt sind sie 12 bis 15 Zentimeter lang und 4 bis 11 Millimeter breit. Sie sind lanzettlich, aufrecht und am Rand rau oder glatt. Die Anzahl der Blüten beträgt meist 1 bis 4, selten bis 6. Sie sind glocken- oder trichterförmig. Die Kronblätter sind schmal elliptisch und purpurrosa, 15 bis 30 Millimeter lang und 5 bis 12 Millimeter breit. Die Staubblätter haben 5 bis 9 Millimeter lange, kahle Filamente und ungefähr 3 Millimeter lange grünlich- oder schwärzlich-purpurne Staubbeutel. Der Pollen ist gelb. Die Kapselfrüchte sind eiförmig, 2 bis 3 Zentimeter lang und dunkelbraun.
Blütezeit ist von Februar bis Mai, manchmal auch im Dezember.
Die Chromosomenzahl beträgt 2n = 54 oder 42.

## Vorkommen
Die Dreiblättrige Zeitlose kommt im westlichen und östlichen Mittelmeergebiet bis nach Rumänien, Südrussland und zum Iran vor. Sie wächst auf steinigen oder sandigen, offenen Böden.

## Taxonomie
Die Dreiblättrige Zeitlose wurde 1846 von Gustav Kunze in Flora; oder (allgemeine) botanische Zeitung Band 28 Seite 755 als Colchicum triphyllum erstbeschrieben. Ein Synonym ist Colchicum bulbocodioides var. triphyllum (Kunze) Nyman.